# جورج بنت
جورج بنت (بالإنجليزية: George Bent) هو جندي أمريكي، ولد في 1843 في مقاطعة أوتيرو في الولايات المتحدة، وتوفي في 19 مايو 1918 في Washita, Oklahoma ‏ في الولايات المتحدة بسبب الإنفلونزا الأسبانية وإنفلونزا.